# 리글리 필드 (로스앤젤레스)
리글리 필드(Wrigley Field)은 미국 캘리포니아주 로스앤젤레스에 위치한 야구장이다. 과거 MLB 로스앤젤레스 에인절스의 홈구장으로 사용했다.